# Cressa (Italie)
Pour les articles homonymes, voir Cressa.
Cressa est une commune italienne d'environ 1 500 habitants située dans la province de Novare dans la région du Piémont dans le nord-ouest de l'Italie.

## Géographie
La municipalité est située à environ 27 km au nord-ouest de la capitale provinciale Novare. Son territoire, au début de la plaine du Pô est plat.

## Histoire
Son nom dérive apparemment du nom du noble romain Crescinio, apparaissant sur une pierre tombale trouvée dans la frazione Santa Cristina de Borgomanero et aujourd'hui conservé au Musée Lapidaire du presbytère de la cathédrale de Novare. Le pays est appelé Crisiae à l'époque romaine et plus tard Cresia (comme en témoigne un acte de 1236). Le nom actuel apparaît pour la première fois en 1330 dans un document concernant l'induction des actifs et des revenus à Giovanni dit Il Ceredano par le monastère d'Arona.

## Monuments et patrimoine
- Oratoire San Giulio, dans la campagne au sud de la ville. L'édifice roman remonte au XIe siècle (les premières sources écrites mentionnées datent de 1025, quand elle dépendait de la piève de Suno. Il a été retravaillé au cours du XVe siècle. Il se développe sur une seule allée rectangulaire semi-circulaire divisée en trois. Devant la porte d'entrée en bois se trouve une grande dalle de pierre avec trois croix sculptées. Jusqu'à aujourd'hui, des fresques, vraisemblablement du XVe siècle, ont été conservées : une Vierge à l'Enfant, un San Giulio aux pinacles et un San Giulio aux serpents.

- Musée du bombyx du mûrier, inauguré en 2010 et dont le siège social se trouve sur la piazza Matteotti. Le Musée, à travers une série de panneaux, vidéos et découvertes historiques, reconstruit l'histoire de l'activité de la sériciculture sur le territoire de Cressa, historiquement liée à la culture du mûrier et à l'élevage du ver à soie. Pendant la période scolaire, il y existe aussi des ateliers pédagogique.

## Administration
| Période                                  | Période | Identité   | Étiquette | Qualité |
| ---------------------------------------- | ------- | ---------- | --------- | ------- |
| 05/2014                                  |         | Gino Tacca |           |         |
| Les données manquantes sont à compléter. |         |            |           |         |

### Communes limitrophes
Bogogno, Borgomanero, Fontaneto d'Agogna, Suno (Italie)